# Lớp tàu khu trục S và T
Lớp tàu khu trục S và T là một lớp bao gồm mười sáu tàu khu trục được Hải quân Hoàng gia Anh Quốc hạ thủy vào những năm 1942-1943. Chúng được đặt hàng trong Chương trình Khẩn cấp Chiến tranh như những Chi hạm đội Khẩn cấp 5 và 6, và phục vụ cùng hạm đội chủ lực cũng như trong vai trò hộ tống vận tải trong Chiến tranh Thế giới thứ hai. Ba chiếc đã được chuyển cho Hải quân Hoàng gia Hà Lan và hai chiếc khác được chuyển cho Hải quân Hoàng gia Na Uy. Hai chiếc trong lớp, HNoMS Svenner và Swift, đã bị mất trong chiến đấu vào năm 1944; những chiếc còn lại sống sót qua cuộc chiến tranh.

## Đặc tính thiết kế
Lớp tàu khu trục S giới thiệu một kiểu bệ pháo cột trung tâm CP (central pivot) Mark XXII dành cho pháo QF 4,7 in (120 mm) Mk IX. Kiểu bệ mới có tấm che phía trước nghiêng đáng kể giúp làm tăng góc nâng lên đến 55°, tương phản đáng kể so với mặt trước phẳng của kiểu bệ CP Marrk XVIII, giúp dễ dàng phân biệt tàu khu trục lớp S với những lớp dẫn trước. Riêng Savage (G20) là một ngoại lệ ở khía cạnh này, khi nó được trang bị bốn pháo 4,5 in (110 mm), gồm một tháp pháo nòng đôi phía trước và hai khẩu nòng đơn phía sau. Những chiếc trong lớp được trang bị Máy tính Kiểm soát hỏa lực góc cao với đồng hồ kíp nổ định thời.
Bệ bốn nòng Mark VII dành cho pháo QF 2-pounder “pom-pom” phòng không được thay thế bằng bệ Mark IV nòng đôi dành cho pháo Bofors 40 mm. Được biết dưới tên gọi "Hazemeyer" (hay "Haslemere"), kiểu bệ tiên tiến này được ổn định theo cả ba trục giữ cho mục tiêu luôn ở trong đường ngắm, được bổ sung một máy tính tương tự điều khiển hỏa lực và radar bước sóng mét đo tầm xa Kiểu 282. Thiết kế Hazemeyer đã được đưa đến Anh nhờ chiếc tàu rải mìn của Hải quân Hoàng gia Hà Lan Willem van der Zaan, vốn thoát khỏi cuộc chiếm đóng của Đức vào tháng 5 năm 1940.

## Những chiếc trong lớp
| Tàu                 | Đặt lườn             | Hạ thủy              | Hoạt động            | Số phận |
| Lớp S               | Lớp S                | Lớp S                | Lớp S                | Lớp S |
| ------------------- | -------------------- | -------------------- | -------------------- | --- |
| Saumarez (G12)      |                      | 20 tháng 11 năm 1942 | 1 tháng 7 năm 1943   | Hư hại nặng do trúng mìn, 22 tháng 10 năm 1946; bán để tháo dỡ 8 tháng 9 năm 1950                                          |
| Savage (G20)        |                      |                      |                      | |
| Scorpion (G72)      | 19 tháng 6 năm 1941  | 26 tháng 8 năm 1942  | 11 tháng 5 năm 1943  | Ngừng hoạt động 16 tháng 8 năm 1945; bán cho Hải quân Hoàng gia Hà Lan như là chiếc HNLMS Kortenaar năm 1945; tháo dỡ 1962 |
| Scourge (G01)       | 26 tháng 6 năm 1941  | 8 tháng 12 năm 1942  | 14 tháng 7 năm 1943  | Ngừng hoạt động; bán cho Hải quân Hoàng gia Hà Lan như là chiếc HNLMS Evertsen tháng 2 năm 1946; tháo dỡ tháng 7 năm 1963  |
| Serapis (G94)       |                      |                      |                      | Ngừng hoạt động; bán cho Hải quân Hoàng gia Hà Lan như là chiếc HNLMS Piet Hein năm 1945                                   |
| HNoMS Svenner (G03) | 5 tháng 11 năm 1941  | 1 tháng 6 năm 1943   | 11 tháng 3 năm 1944  | Bị đắm do trúng ngư lôi tại Normandy, 6 tháng 6 năm 1944                                                                   |
| HNoMS Stord (G26)   | 25 tháng 2 năm 1942  | 3 tháng 3 năm 1943   | 26 tháng 8 năm 1943  | Bán để tháo dỡ, 1959 |
| Swift (G46)         |                      |                      |                      | Bị mất trong chiến đấu 24 tháng 6 năm 1944                                                                                 |
| Lớp T               |                      |                      |                      | |
| Teazer (R23)        | 20 tháng 10 năm 1941 | 7 tháng 1 năm 1943   | 13 tháng 9 năm 1943  | Cải biến thành một tàu frigate Kiểu 16, 1952; bán để tháo dỡ 7 tháng 8 năm 1965                                            |
| Tenacious (R45)     | 3 tháng 12 năm 1941  | 24 tháng 3 năm 1943  | 30 tháng 10 năm 1943 | Bán để tháo dỡ, tháng 6 năm 1965                                                                                           |
| Termagant (R89)     | 25 tháng 11 năm 1941 | 22 tháng 3 năm 1943  | 8 tháng 10 năm 1943  | Bán để tháo dỡ, 5 tháng 11 năm 1965                                                                                        |
| Terpsichore (R33)   | 25 tháng 11 năm 1941 | 17 tháng 6 năm 1943  | 20 tháng 1 năm 1944  | Ngừng hoạt động 1960; bán để tháo dỡ tháng 5 năm 1966                                                                      |
| Troubridge (R00)    | 10 tháng 11 năm 1941 | 23 tháng 9 năm 1942  | 8 tháng 3 năm 1943   | Cải biến thành một tàu frigate Kiểu 15, 1957; bán để tháo dỡ tháng 5 năm 1970                                              |
| Tumult (R11)        | 16 tháng 11 năm 1941 | 9 tháng 11 năm 1942  | 2 tháng 4 năm 1943   | Cải biến thành một tàu frigate Kiểu 16, 1950; bán để tháo dỡ 25 tháng 10 năm 1965                                          |
| Tuscan (R56)        | 6 tháng 9 năm 1941   | 28 tháng 5 năm 1942  | 11 tháng 3 năm 1943  | Cải biến thành một tàu frigate Kiểu 16, 1952; bán để tháo dỡ 26 tháng 5 năm 1966                                           |
| Tyrian (R67)        | 15 tháng 10 năm 1941 | 27 tháng 7 năm 1942  | 8 tháng 4 năm 1943   | Bán để tháo dỡ, 9 tháng 3 năm 1965                                                                                         |